# Onze-Lieve-Vrouw van de Vredekerk (Moeskroen)

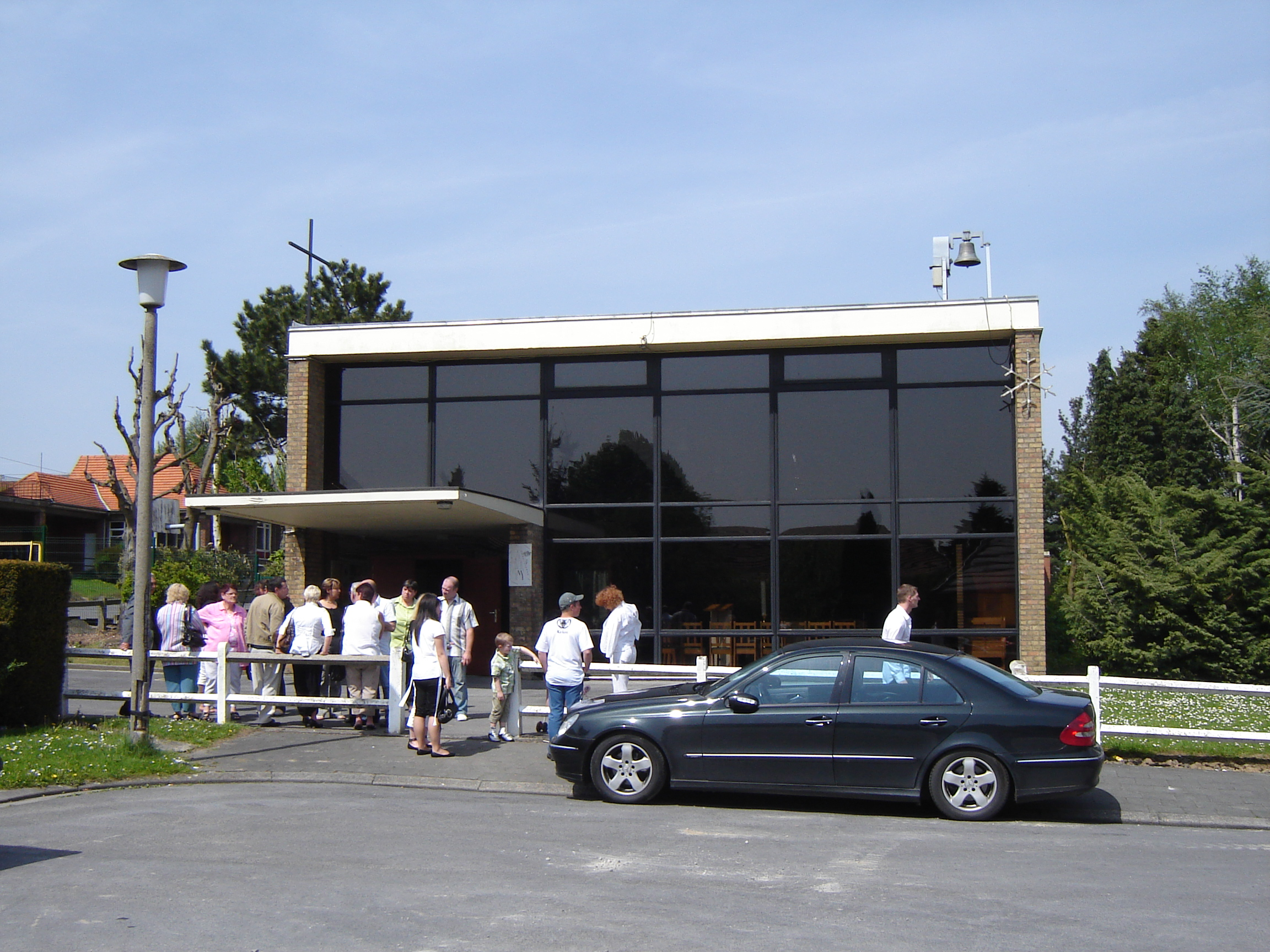
Onze-Lieve-Vrouw van de Vredekerk

De Onze-Lieve-Vrouw van de Vredekerk (Frans: Église Notre-Dame de la Paix) is een rooms-katholiek parochiekerk in de Henegouwse stad Moeskroen, gelegen aan het Kwartelserf 10 in de wijk La Coquinie

## Geschiedenis
Deze kerk, in de stijl van het naoorlogs modernisme, werd gebouwd in 1962 naar ontwerp van C. Vastesaeger. In 1969 werd de kerk vergroot naar plannen van G. Devolder.

## Gebouw
Het betreft een sobere zaalkerk op vierkante plattegrond en met een plat dak, waarop een bescheiden kruis en een klokkentorentje verwijzen naar de religieuze functie van het gebouw. Opvallend is de grote betonnen luifel boven de ingang.